# Agenția Nucleară
Agenția Nucleară (AN) este o instituție de stat din România care are ca obiectiv dezvoltarea cadrului legislativ aferent domeniului promovării și dezvoltării energiei nucleare.
Este aflată în subordinea Ministerului Economiei.